# Caleb Swanigan
Caleb Swanigan, né le 18 avril 1997 à Indianapolis et mort le 20 juin 2022 à Fort Wayne dans l'Indiana, est un joueur américain de basket-ball évoluant aux postes d'ailier fort et pivot.

## Biographie
Sans-abri dans sa jeunesse, Swanigan est adopté par Roosevelt Barnes (en) alors qu'il est âgé de 13 ans.
Il joue deux saisons universitaires avec les Boilermakers de Purdue. Lors de sa deuxième saison, il tourne à 18,5 points et 12,5 rebonds de moyenne par matchs. Il se présente ensuite à la draft 2017 de la NBA.
Il meurt prématurément le 20 juin 2022 à l'âge de 25 ans,.

## Palmarès
- championnat du monde des moins de 17 ans 2014[4]
- championnat du monde des moins de 19 ans 2015[4]
- Pete Newell Big Man Award 2017
- Lute Olson Award (en) 2017
- Joueur de l'année de la conférence Big Ten (en) 2017